# Grunewald
Grunewald er en bydel (tysk: Ortsteil) i Charlottenburg-Wilmersdorf-distriktet (tysk: Bezirk) i Berlin, Tyskland. 
Grunewald har bydelsnummeret 0404.
Navnet kommet af Grunewald-jagtslottet fra 1542, der ligger i den nærliggende skov af samme navn. Slottet blev opført til kurfyrste Joachim 2. af Brandenburg. Efter at Otto von Bismarck havde promoveret området i 1880, blev det et populært sted at bosætte sig for byens overklasse. Skovsøerne blev i ca. 1870 renset og fyldt med vand fra artesiske brønde, hvorved man både fik drænet moserne og fjernet dem som smittekilder. Samtidig blev egnen forvandlet til et privatejet, parkmæssigt anlæg. Den preussiske stat solgte på personligt initiativ fra rigskansler Bismarck 234 hektar af skoven til et bankkonsortium. Målet var at få rejst et villastrøg i området. I samme periode blev Kurfürstendamm udvidet, ligeledes på Bismarcks initiativ. Derved opstod for enden af den lange gade et fornemt boligområde kaldt Villenkolonie Grunewald. Villaerne blev rejst på store grunde, men i ensartet stil. Et stort antal forretningsfolk, bankierer, akademikere og kunstnere bosatte sig herefter i Grunewald, som blev Berlins mest velstående område. Såvel socialt som bygningsmæssigt præger denne periode stadig området. Mange af byens største og bedst bevarede historiske villakolonier findes således endnu i Grunewald, ligesom bydelen i dag også huser adskillige ambassader. I 1920 blev Grunewald med 6.499 indbyggere indlemmet i Storberlin.
Skoven Grunewald er på ca. 3000 ha. og strækker sig helt til distriktet Steglitz-Zehlendorf. Oprindeligt blev skovområdet kaldt Teltower Heide eller Spandower Heide. Skoven rummer en del mindre søer, kendt som Grunewaldseenkette, hvoraf de største er Grunewaldsee, Schlachtensee og Krumme Lanke. I vest grænser skoven op til floden Havel. Ved Havel ligger Grunewaldturm, opført 1898, hvorfra der er panoramaudsigt over Havelland-regionen. I skoven findes desuden den kunstigt skabte bakke Teufelsberg, rejst af ruinmasser efter krigen, der i en periode fungerede som lyttepost for amerikanske NSA. 
Udenfor Grunewalds banegård ses mindesmærket Mahnmal Gleis 17 (dansk: "Mindesmærke Spor 17"), indviet 27. januar 1998 til minde om de jøder, der blev deporteret herfra under krigen. Det første deportationstog forlod Grunewald 18. oktober 1941 medbringende 1.013 personer. Mere end 55.000 jøder blev deporteret fra Berlin under anden verdenskrig. Fra oktober 1941 til januar 1945 gik der 61 transporter østpå fra stationerne Grunewald, Anhalter Bahnhof (nu i ruiner) og Moabit. Endestationerne var Litzmannstadt (Łódź), Riga, Minsk, Majdanek (Lublin), Warszawa, Sobibor, Raasiku, Theresienstadt og senere Auschwitz. 
I marts 1982 blev to teenagepiger på skoletur fra Meløy i Norge fundet dræbt i Grunewald.

## Personligheder med tilknytning til Grunwald
- Fritz Ascher (1893-1970), kunstner
- Berthold Auerbach (1812-1882), digter og forfatter
- Ingeborg Bachmann (1926-1973), forfatter og digter
- Michael Ballhaus (1935-2017), filmfotograf
- Vicki Baum (1888-1960), forfatter
- Walter Benjamin (1892-1940), filosof, kulturkritiker og essayist
- Jeanette Biedermann (1980-), musiker og skuespiller
- Dietrich Bonhoeffer (1906-1945), teolog
- Artur Brauner (1918-2019), filmproducer
- Arno Breker (1900-1991), arkitekt og billedhugger
- Sarah Connor (1980-), musiker
- Isadora Duncan (1877-1927), danser
- Gisela Fackeldey (1920-1986), skuespiller
- Lyonel Feininger (1871-1956), maler, grafiker og karikaturtegner
- Lion Feuchtwanger (1884-1958), forfatter og dramatiker
- Joschka Fischer (1948-), politiker
- Samuel Fischer (1859-1934), forlægger
- Carl Fürstenberg (1850-1933), bankier
- Gustaf Gründgens (1899-1963), skuespiller og teaterdirektør
- Maximilian Harden (1861-1927), journalist og redaktør
- Gerhart Hauptmann (1862-1946), dramatiker og forfatter
- Johannes Heesters (1903-2011), skuespiller og sanger
- Heinrich Himmler (1900-1945), rigsfører i SS
- Marianne Hoppe (1909-2002), skuespiller
- Camilla Horn (1903-1996), skuespiller
- Engelbert Humperdinck (1954-1921), komponist
- Harald Juhnke (1929-2005), skuespiller og entertainer
- Curd Jürgens (1915-1982), skuespiller
- Helmut Käutner (1908-1980), instruktør og skuespiller
- Alfred Kerr (1867-1948), teaterkritiker
- Julia Kerr (1898-1965), komponist og pianist
- Michael Kerr (1921-2002), jurist og højesteretsdommer
- Judith Kerr (1923-2019), børnebogsforfatter og illustrator
- Harry Graf Kessler (1868-1937), greve, diplomat, forfatter og kunstmæcen
- Hildegard Knef (1925-2002), skuespiller, chansonnette og forfatter
- Felix Koenigs (1846-1900), bankier og kunstsamler
- Viktor de Kowa (1904-1973), skuespiller, sanger, instruktør og forfatter
- Else Lasker-Schüler (1869-1945), forfatter og grafiker
- Otto Lessing (1846-1912), billedhugger
- Harry Meyen (1924-1979), skuespiller
- Brigitte Mira (1910-2005), operasanger og skuespiller
- Alexander Oppler (1869-1937), billedhugger
- Ernst Oppler (1867-1929), maler og raderer
- Max Pechstein (1881-1955), maler og grafiker
- Max Planck (1858-1947), fysiker
- Arthur Pohl (1900-1970), skuespiller og manuskriptforfatter
- Walther Rathenau (1867-1922), politiker
- Max Reinhardt (1873-1943), skuespiller, instruktør og teaterdirektør
- Ferdinand Sauerbruch (1875-1951), kirurg
- Peter Schamoni (1934-2011), instruktør, filmproducer og manuskriptforfatter
- Ulrich Shamoni (1939-1998), instruktør, manuskriptforfatter, skuespiller og
- Romy Schneider (1938-1982), skuespiller
- Olli Schulz (1973-), musiker, skuespiller og studievært
- Hermann Amandus Schwarz (1843-1921), matematiker
- Angelika Schrobsdorff (1927-2016), forfatter
- Nicolas Sombart (1923-2008), sociolog, historiker og forfatter
- Werner Sombart (1863-1941), økonom og sociolog
- Hermann Sudermann (1857-1928), forfatter
- Grethe Weiser (1903-1970), skuespiller